# Antoine Christophe Saliceti

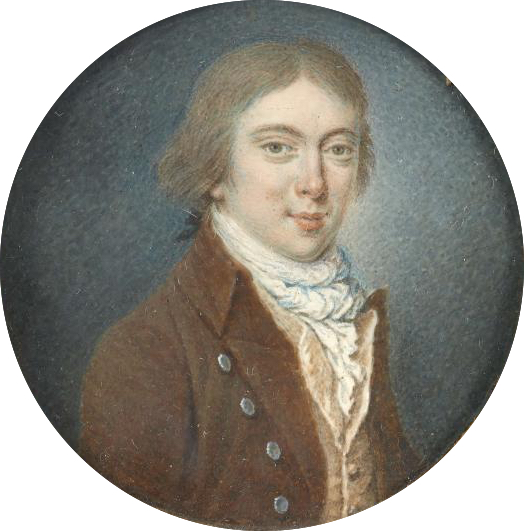
Antoine Christophe Saliceti

Antoine Christophe Saliceti (getauft auf den Namen Antonio Cristoforo Saliceti: Antoniu Cristufaru Saliceti auf Korsisch; * 26. August 1757 in Saliceto; † 23. Dezember 1809 in Neapel) war ein französischer Politiker und Diplomat der Revolution und des Ersten Kaiserreiches.

## Frühe Karriere
Er wurde als Mitglied einer piacentinischen Familie in Saliceto, Haute-Corse, geboren. Er wurde während der Ära der Korsischen Republik geboren, aber nach der Eroberung Korsikas wurde die Insel französisch. Nach einem Studium der Rechtswissenschaften in der Toskana wurde er Rechtsanwalt im Hohen Rat von Bastia und 1789 zum Abgeordneten des Dritten Standes der französischen Generalstände gewählt.
Als Abgeordneter des Nationalkonvents wurde Saliceti ein Montagnard und stimmte am 15. Januar 1793 für den Tod von König Ludwig XVI. Er wurde auf Mission nach Korsika geschickt, um Pasquale Paoli zu beaufsichtigen und die Schreckensherrschaft durchzusetzen. Er war jedoch gezwungen, sich in die Provence zurückzuziehen, wo er an der Unterdrückung der Revolten in Marseille und Toulon teilnahm. In dieser Zeit lernte er seinen Landsmann Napoleon Bonaparte kennen und förderte ihn.

## Direktorat, Konsulat und Imperium
Aufgrund seiner Freundschaft mit Maximilien Robespierre wurde Saliceti von der Thermidorianischen Reaktion denunziert und nur durch die Amnestie des Direktoriums gerettet. 1796 wurde Saliceti beauftragt, die französische Revolutionsarmee auf der italienischen Halbinsel und den beiden Departements zu organisieren, in die Korsika nach seiner Rückeroberung geteilt worden war. Saliceti wurde auch Abgeordneter des Rates der Fünfhundert und diente dem Direktorium in Missionen in der Ligurischen Republik. Saliceti vertrat Frankreich 1796 bei den Verhandlungen mit dem Kirchenstaat über den Waffenstillstand von Bologna.
Obwohl er ein Gegner von Napoleons Staatsstreich des 18. Brumaire VIII war, der das Konsulat schuf (9. November 1799), wurde er von Napoleon als sein Vertreter in der Republik Lucca (1801–1802) und Ligurien (1805) gehalten, um die Annexion des Territoriums an das Imperium zu planen. 1806 folgte er Joseph Bonaparte in das Königreich Neapel, wo Joseph als König eingesetzt worden war, und diente als Minister für Polizei und Krieg. Saliceti starb unter mysteriösen Umständen in Neapel; er wurde möglicherweise vergiftet.

## Werke
- 1793 – Réponse du citoyen Saliceti, imprimée et publiée en Corse, le 14 juin dernier, aux faits calomnieux contenus dans la lettre du 15 mai dernier, écrite par les membres du conseil du département de Corse rebelles, et actuellement en état d'accusation, aux citoyens Delcher et Lacombe-Saint-Michel, représentans du peuple, qui l'ont méprisée, et que Costantini, soi-disant député extraordinaire dudit département, a fait réimprimer et distribuer le 9 de ce mois, six jours après le départ de Saliceti pour sa mission. A Paris: De l'Imprimerie de Pain
- 1795 – Salicetti, représentant du peuple, a la Convention nationale. Paris: De l'Imprimerie nationale
- 1795 – Compte rendu a la Convention nationale. A Paris: De l'Imprimerie nationale
- 1797 – Motion d'ordre de Salicetti, sur les secours à accorder aux réfugiés Corses